# Windows Mobile 6.1
Windows Mobile 6.1 là một phiên bản của hệ điều hành Windows Mobile, được phát hành vào ngày 1 tháng 4 năm 2008. Đây là bản nâng cấp nhỏ của nền tảng Windows Mobile 6 đi kèm nhiều cải thiện về hiệu năng và màn hình chính được thiết kế mới với các ô ngang có khả năng mở rộng khi nhấn để hiển thị nhiều thông tin hơn. Tuy vậy, màn hình chính mới này chỉ xuất hiện trên phiên bản Windows Mobile Standard và không được hỗ trợ trên phiên bản Professional. Những thay đổi khác bao gồm nhóm các tin nhắn SMS theo danh bạ, thu nhỏ/phóng to toàn bộ trang trong Internet Explorer và 'Domain Enroll' cũng được bổ sung, cùng với một phiên bản "di động" của chương trình Microsoft OneNote và trình thuật sĩ tương tác "Getting Started". Tính năng Domain Enroll cho phép kết nối thiết bị với System Center Mobile Device Manager 2008, một sản phẩm nhằm quản lý các thiết bị di động. Thay đổi rõ rệt nhất là phiên bản Standard (giống như các phiên bản trước) vẫn tạo liên kết tự động cho các số điện thoại trong Tasks and Appointments, cho phép nhấn và thực hiện cuộc gọi dễ dàng hơn tới các số điện thoại trong Outlook. Tính năng này không được hỗ trợ trong phiên bản Professional. Windows Mobile 6.1 cũng cải thiện hiệu quả băng thông trong giao thức đẩy email "Activesync" "lên tới 40,02%"; điều này đã làm cải thiện đáng kể thời lượng pin ở nhiều mẫu thiết bị.